# キャロル・グライムス
キャロル・グライムス（Carol Grimes、1944年4月7日 - ）は、イギリスのシンガーソングライターである。
1969年に、彼女はバンド、デリヴァリーに参加し、ソロのキャリアに向けて出発する前に1枚のアルバムを録音した。彼女のデビュー・ソロ・アルバム『ウォーム・ブラッド』（1974年）は、エリア・コード615とアヴェレイジ・ホワイト・バンドのメンバーで録音された。続いてテネシー州メンフィスで、ブレッカー・ブラザーズ、ドナルド・ダック・ダン、メンフィス・ホーンズの面々と共にセカンド・アルバムを録音した。1984年には、Eyes Wide Openというバンドを結成した。
彼女のキャリアはミュージカル劇場における教育と仕事にまで拡大した。1990年代に、彼女は合唱団のThe Shoutと共演した。

## ディスコグラフィ

### アルバム
- 『フールズ・ミーティング』 - Fools Meeting (1970年) ※キャロル・グライムス with デリヴァリー名義 (リード・ボーカルを担当)
- 『オールド・ハット』 - Old Hat (1972年) ※アンクル・ドッグ名義 (リード・ボーカルを担当)
- 『ウォーム・ブラッド』 - Warm Blood (1974年、Caroline)
- Carol Grimes (1977年、La Cooka Ratcha) ※オリジナルはデッカ・レーベル
- Eyes Wide Open (1986年、Line)
- Why They Don't Dance (1989年、Line)
- Alive at Ronnie Scott's with Janette Mason (1996年、Ronnie Scott's Jazz House)
- Sweet Fa (2000年、La Cooka Ratcha)
- Daydreams & Danger (2003年)
- Mother (2003年)
- Something Secret (2007年、Triumphant Sound) ※with Giles Perring
- CDAWN (2013年、La Cooka Ratcha)[2]